# Rijbrugh
Rijbrugh is de naam van een voormalig landgoed in de Nederlandse plaats Bovensmilde. Het lag ongeveer tussen de Witterweg, de Hoofdvaart en het Pelinckbos.

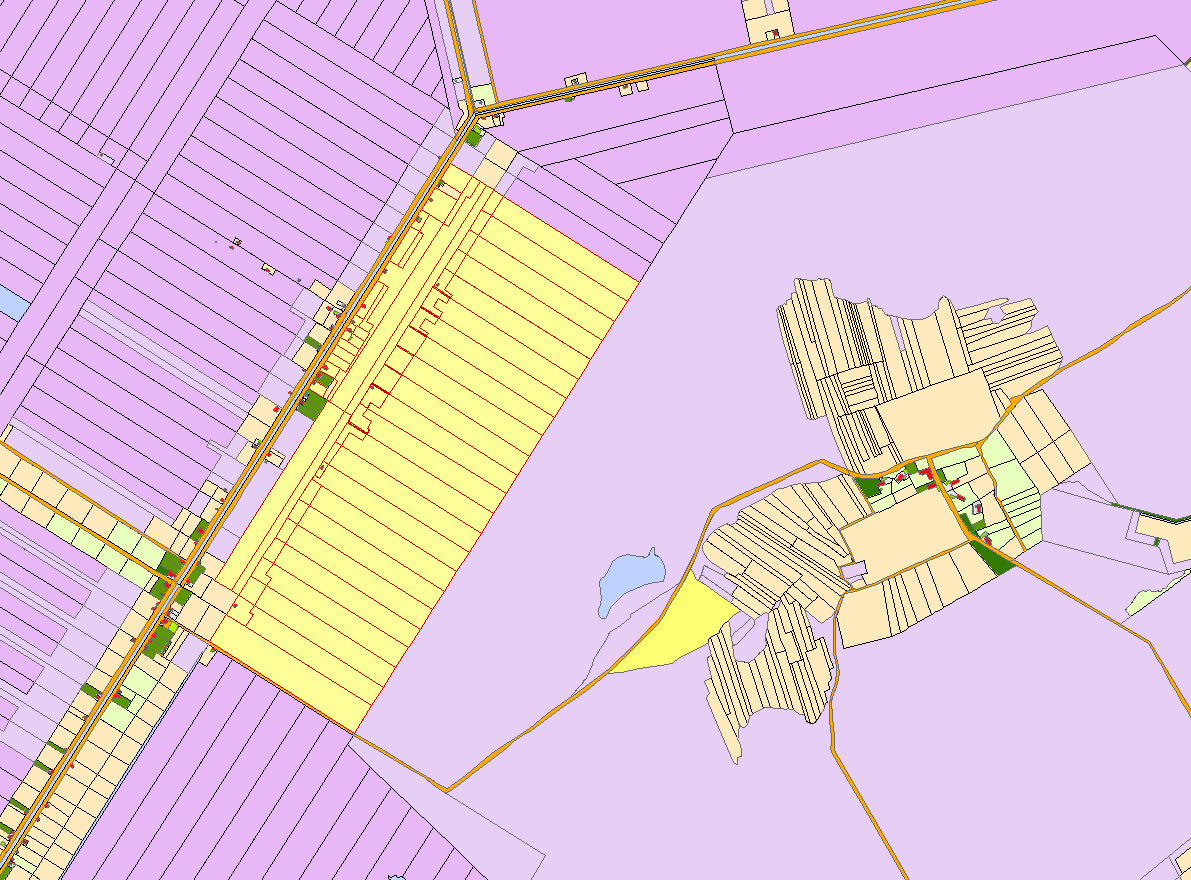
De veengronden van Johannes van der Veen op de kadastrale kaart van 1832, rood omlijnd en aangegeven in geel.

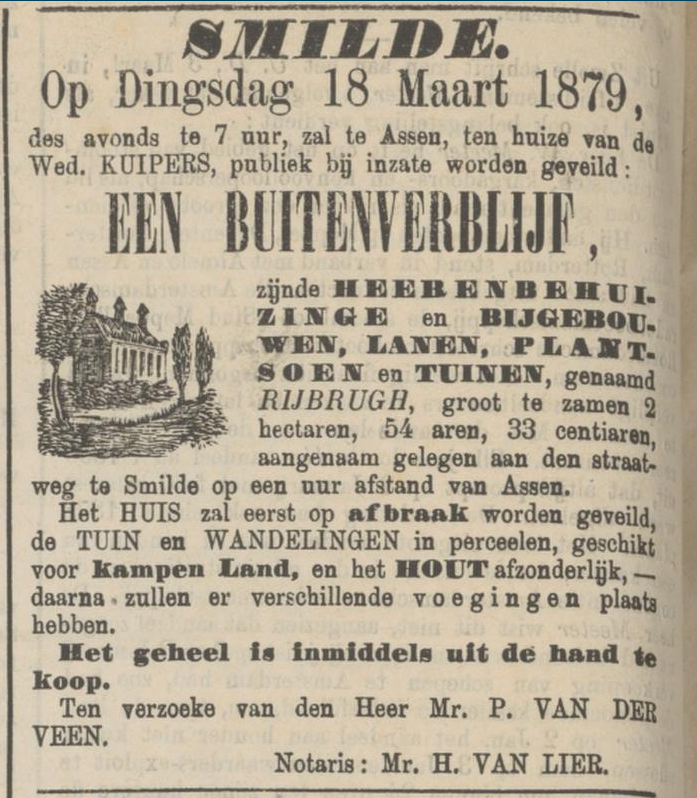
De advertentie uit 1879 waarin het landgoed te koop werd aangeboden

## Geschiedenis
De uit Leeuwarden afkomstige koopman, vervener en schepen Johannes van der Veen was in 1832 eigendom van de veengronden tussen de Witterweg, de Hoofdvaart en het Pelinckbos. Zijn zoon, het latere Kamerlid mr. Petrus van der Veen liet daarop vanaf 1846 een landgoed en een landhuis aanleggen dat hij de naam Rijbrugh gaf. Het landgoed was ongeveer 450 hectare groot. Het grootste deel van het huidige dorp Bovensmilde ligt op de plek van het voormalige landgoed.  
In 1864 liet van der Veen een advertentie plaatsen waarin hij Rijbrugh te koop aanbood. Hij gaf echter als reden voor verkoop op dat hij niet langer genegen was om te wonen aan de Drentsche Hoofdvaart, omdat dit kanaal te vaak gesloten was of te weinig water bevatte. De kranten wisten niet goed wat men met deze ‘aanbeveling’ aan moest. Het Algemeen Handelsblad noemde de advertentie een ‘curiositeit’, het Dagblad van Zuid-Holland en 's Gravenhage zag er echter vooral het bewijs van in, hoe nadelig de toestand van de vaart door sommigen werd ingezien.  
Vlak voor zijn overlijden in 1879 vertrok van der Veen naar Assen en zette het landgoed te koop. Het werd op dat moment niet verkocht, maar zijn erfgenamen hebben het na zijn dood alsnog in delen verkocht.
De oprijlaan is nog in het landschap herkenbaar, deze ligt naast de boerderij aan de Hoofdweg 220, bij de van Liersbrug, evenals de plek aan het eind van de oprijlaan waar ooit het landhuis stond, daar ligt nu een boerderijtje met als adres Hoofdweg 222.